# Luke Jerram
Luke Jerram, né le 5 novembre 1974, est un plasticien britannique. Il crée des sculptures, des installations de grande envergure et des projets d'arts vivants.
Daltonien, il a voyagé dans des endroits extrêmes pour développer des idées pour son art, de la Laponie aux dunes du Sahara, aboutissant à des œuvres comme "Sky Orchestra" et ses sculptures de virus en verre. Publié par le Watershed Media Center (en), son livre Art in mind décrit certains des voyages de Jerram.

## Jeunesse et éducation
Luke Jerram a grandi à Stroud et il est diplômé de la Cardiff School of Art en 1997.

## Carrière
Jerram a commencé à créer des installations d'art, professionnellement en 1997.
En 2001, Jerram a reçu une Bourse NESTA (en) de trois ans. Son Sky Orchestra a été conçu au cours de cette période de recherche : sept ballons à air chaud survolent la ville à l'aube, diffusant de la musique pour le public depuis le ciel. En 2006, l'œuvre a été commandée par la Royal Shakespeare Company et le Festival Fierce! (en) : elle devait survoler la ville de Stratford-upon-Avon à l'occasion du Complete Works Festival (en). En 2007, Sky Orchestra a inauguré le Sydney Festival (en).
Travaillant avec le virologue Andrew Davidson de l'Université de Bristol et une équipe de spécialistes souffleurs de verre, Luke Jerram a créé une série de sculptures de verre, microbiologiques, qui se trouvent dans de nombreuses collections privées à travers le monde et en exposition permanente au sein de la Wellcome Collection à Londres et au Bristol City Museum and Art Gallery. En 2007, Jerram a remporté un "Prix de l'Institut pour l'Imagerie Médicale" pour sa série Glass Microbiology.
En 2008, l'exposition de Jerram Play Me, I'm Yours a commencé à voyager d'une ville à l'autre. Plus de 1 300 pianos ont été placés dans des lieux publics dans 46 villes autour du monde, y compris New York, au Brésil et à Barcelone. Situés dans les parcs, les gares, les marchés, et même sur les ponts et les ferries, ces pianos sont disponibles pour tous les membres du public pour qu'ils en jouent et en profite,.
Luke Jerram a exposé dans un certain nombre de festivals d'art, des galeries et des événements : Sydney Festival, Wellcome Collection de Londres (2010), Heller Gallery à New York (2010), la Biennale de San Jose (2010), la Foundation for Art and Creative Technology (en) à Liverpool (2009), l'Institute of Contemporary Arts de Londres (2009), Sydney Festival (2009), Smithfield Gallery à Londres (2009), le Musée d'art Mori à Tokyo (2009), Fierce! Festival de Birmingham (2008), et Arnolfini à Bristol (2007).
Travaillant avec l'Institut de l'acoustique et les Vibrations de la Recherche (ISVR) de l'Université de Southampton, Luke Jerram a reçu une subvention de 225 000 £ de l'EPSRC pour la conception, la construction et l'itinérance de son œuvre Éole, un pavillon acoustique qui résonne et chante avec le vent. Jerram est d'ailleurs devenu "fellow" chercheur au sein du département. Avec une importante subvention de l'ACE et de l'EPSRC, Éole a été fabriquée en 2011 et en tournée au royaume-UNI en 2012.
Jerram travaille également en tant que consultant créatif. Ses clients comprennent le With de Witte Festival de Rotterdam, l'Institut Culturel polonais à Londres et la Royal Shakespeare Company à Stratford.

## Vie personnelle
Luke Jerram vit à Bristol avec sa femme Shelina Jerram et ses deux enfants.

## Sélection d'œuvres

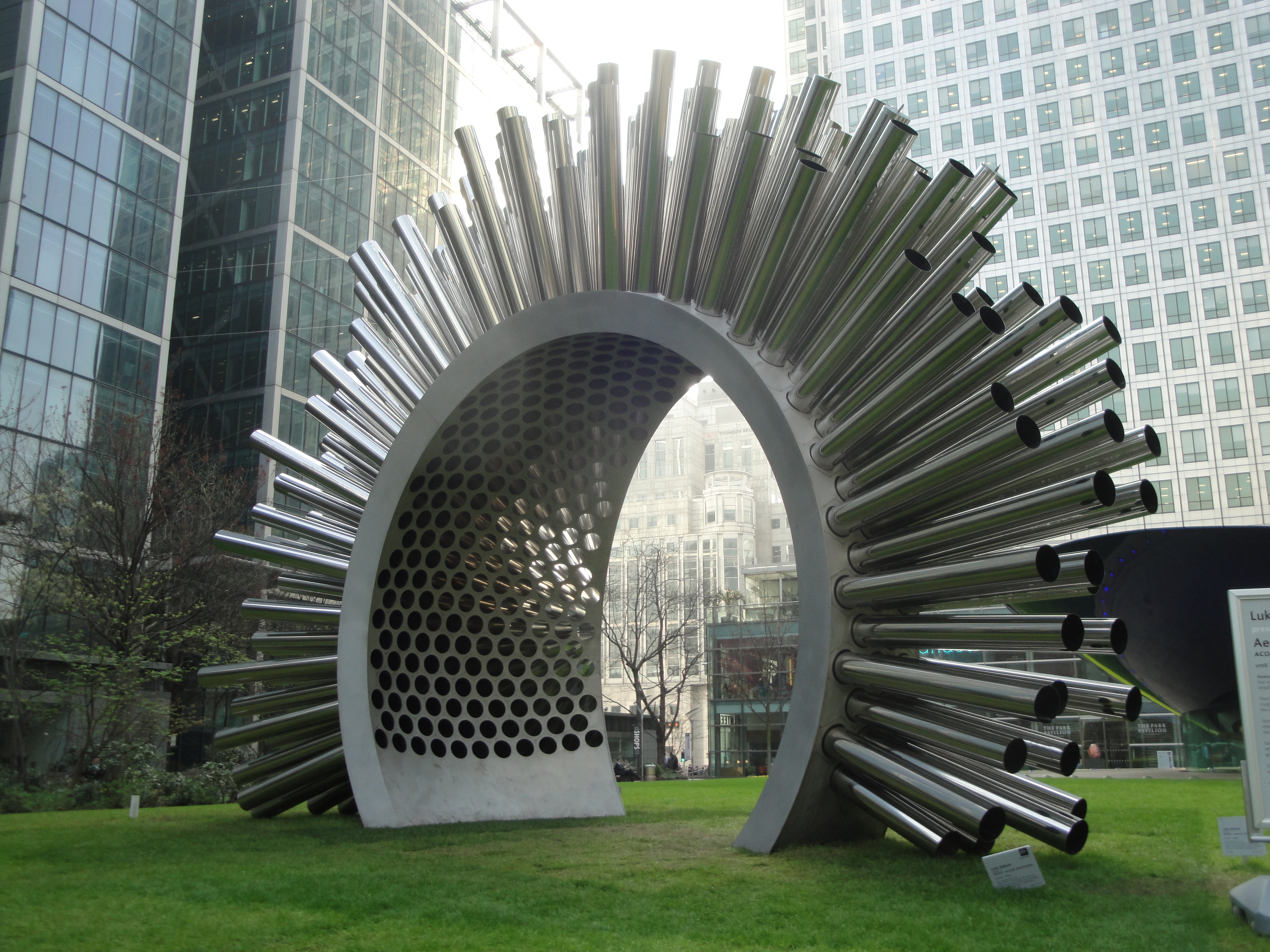
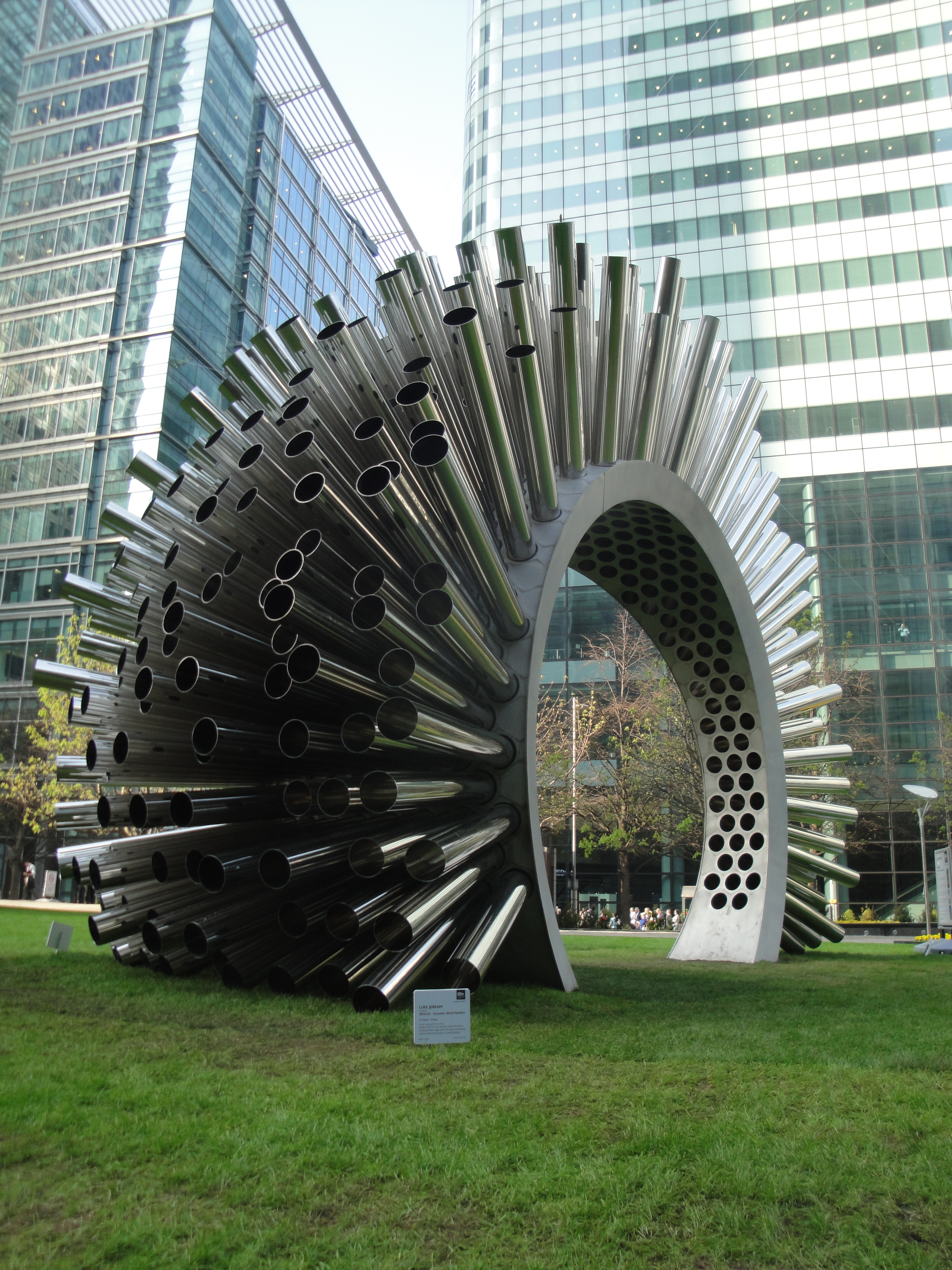
Éole à Canary Wharf, Londres en mars 2012.
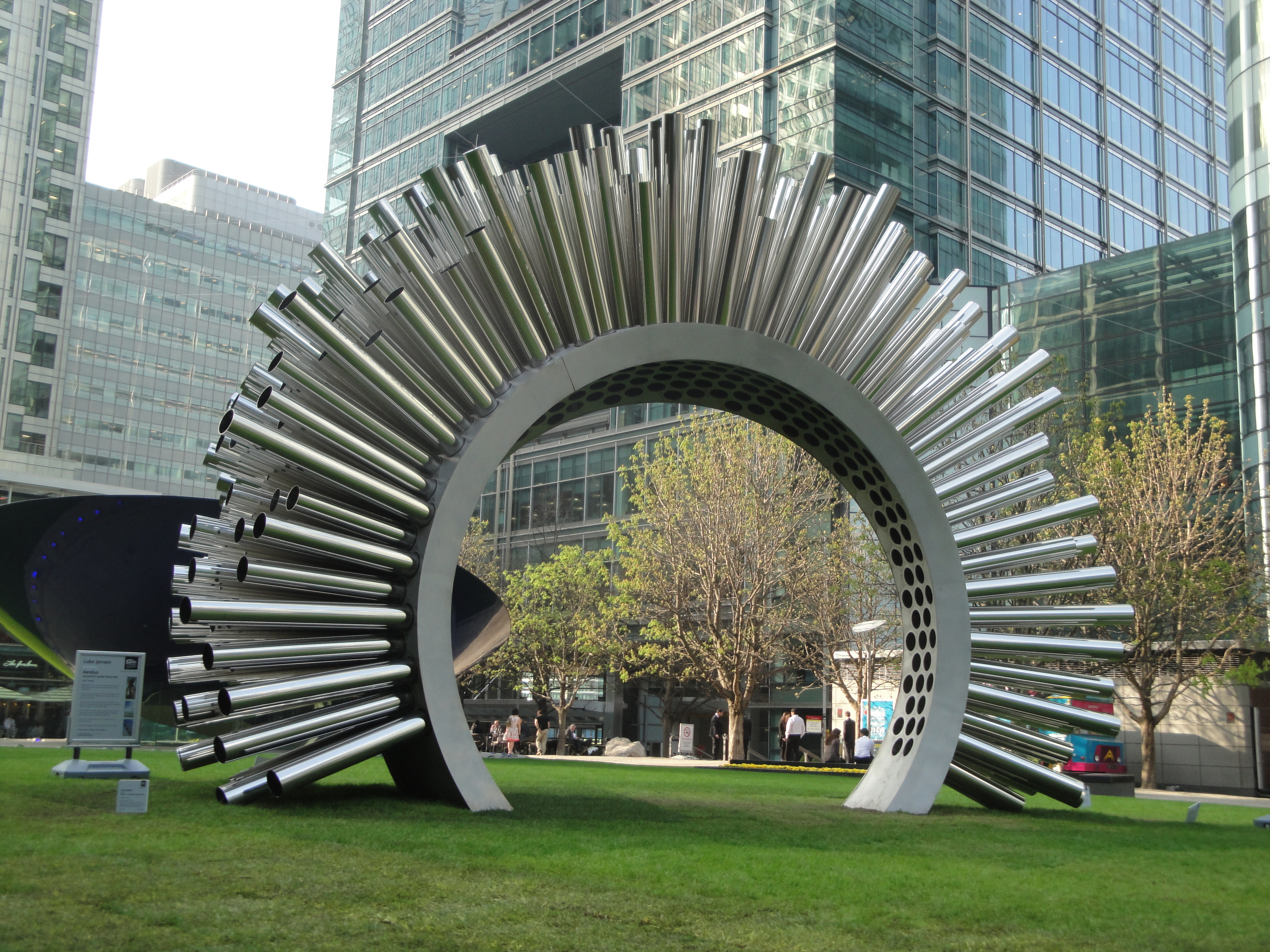
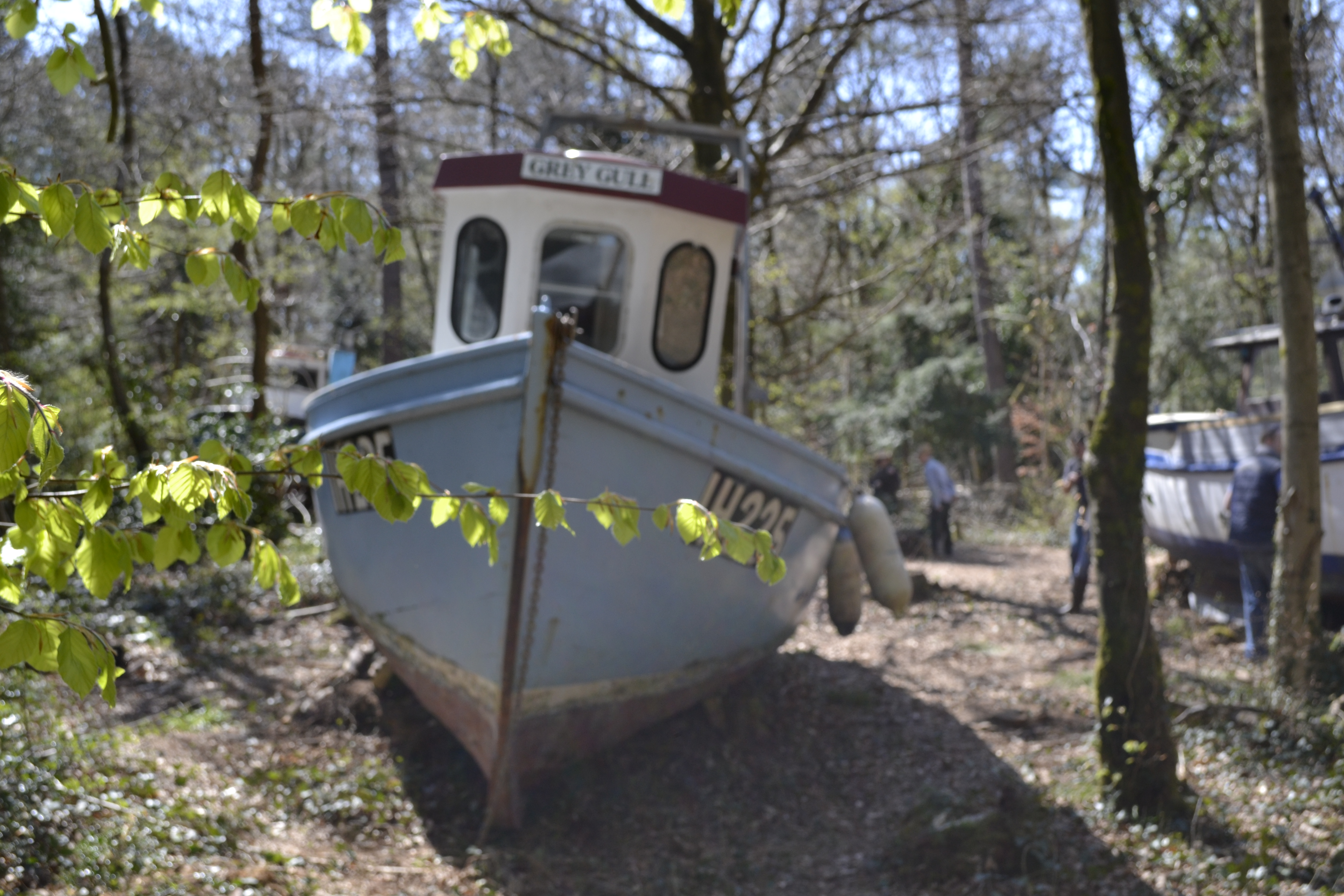
Faisant partie de Withdrawn par Luke Jerram composée de bateaux au-dessus des Gorges de l'Avon dans Leigh Woods.
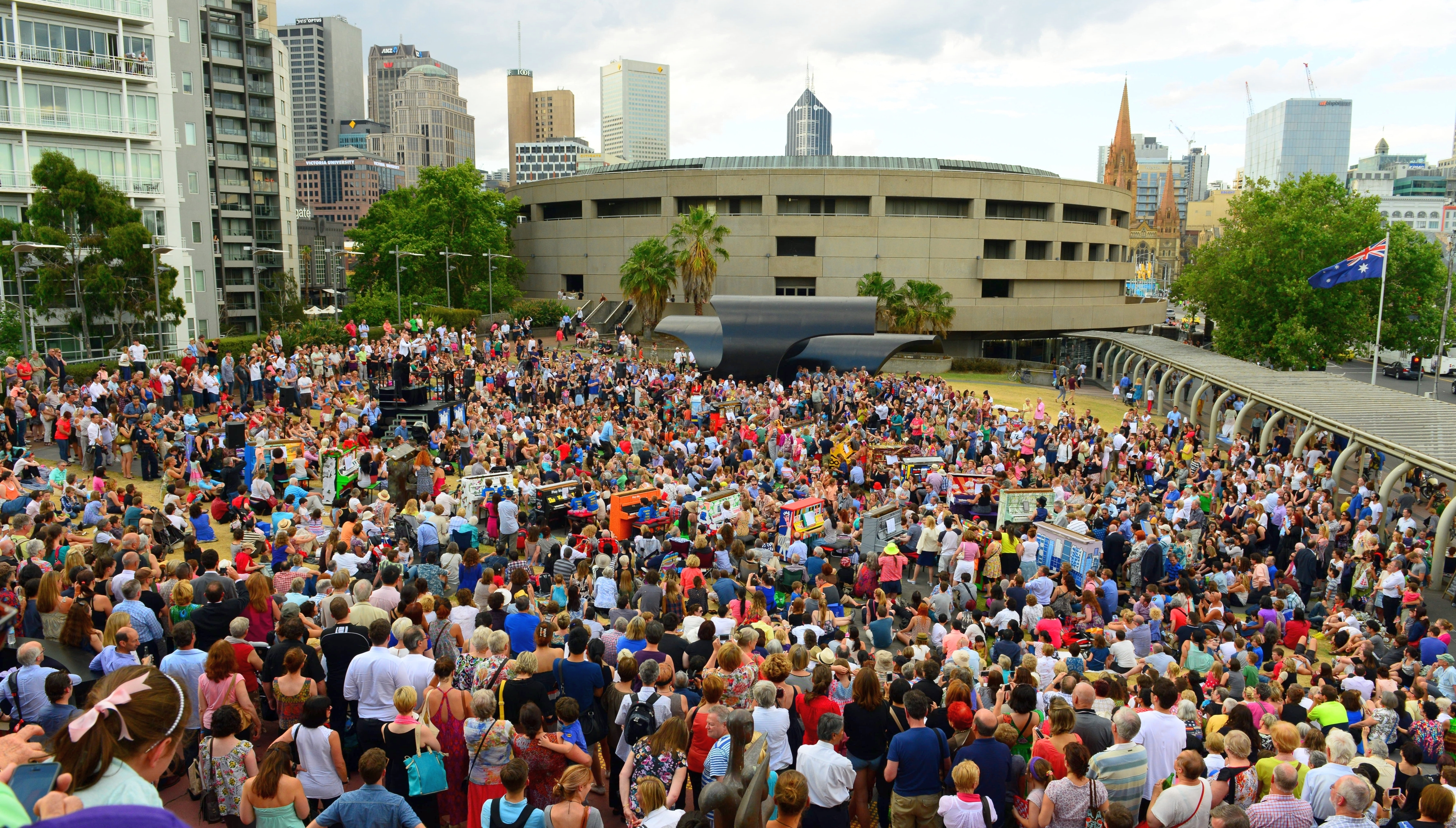
Play Me, I’m Yours à Melbourne en 2014.
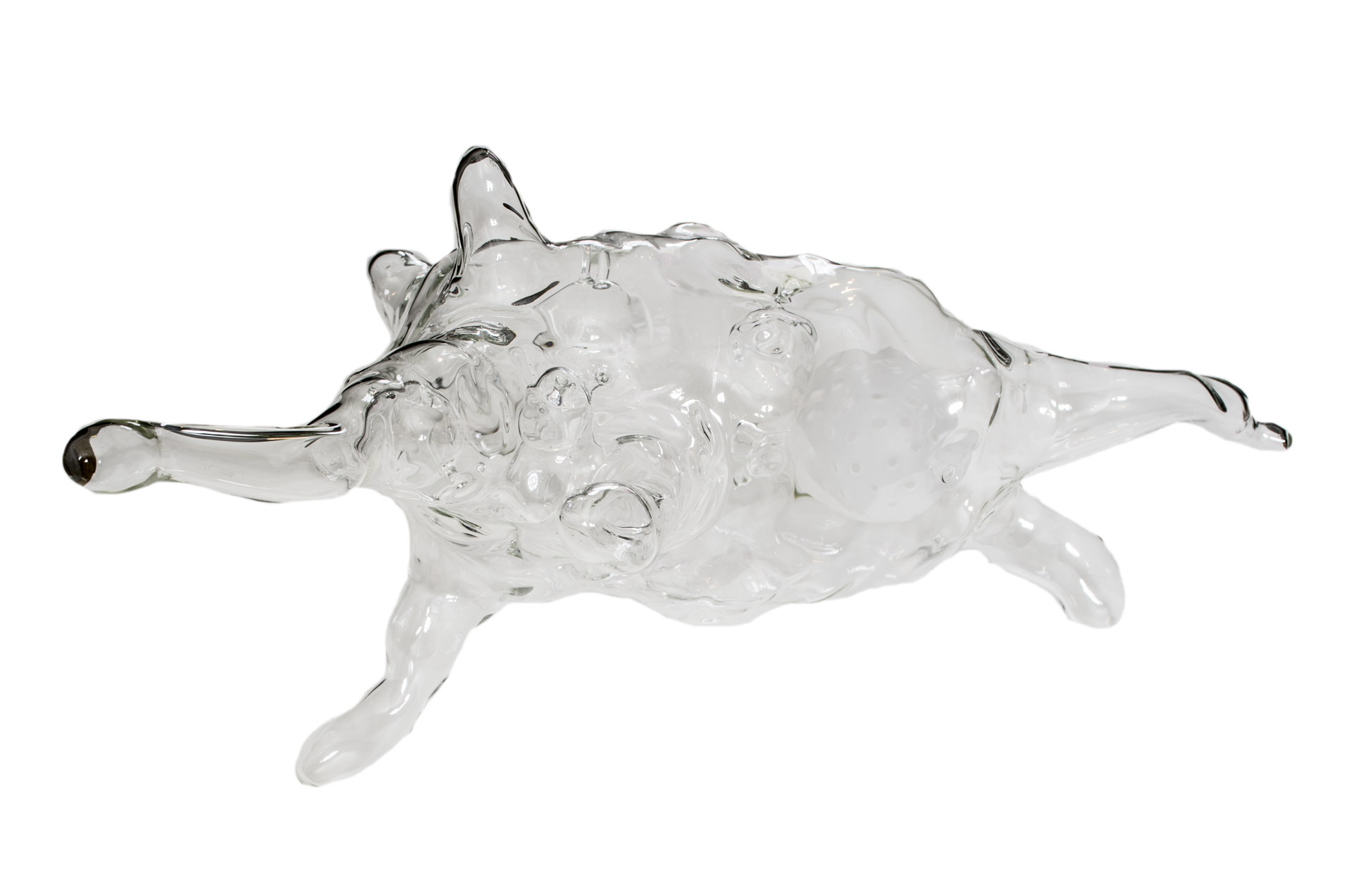
Amoeba au musée des sciences de Trente.
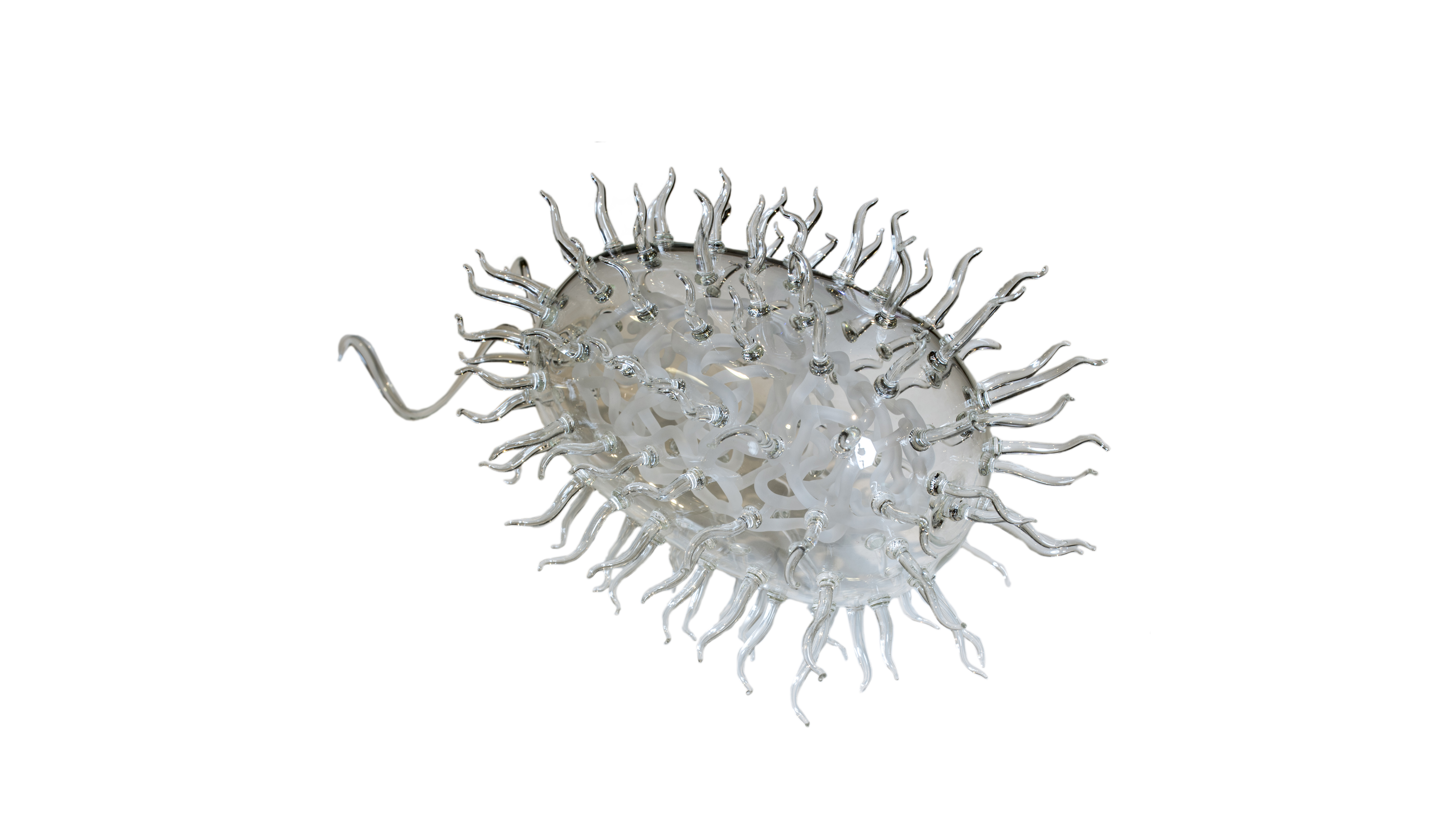
Escherichia coli au musée des sciences de Trente.

- Aeolus
- Play Me, i'm Yours
- Glass Microbiology
- My RSC
- Dream Director
- Sky Orchestra
- Plant Orchestra
- Retinal Memory Volume
- Tide
- Maya[12]
- Withdrawn (2015)[13]

### Publication
- 2008 : Art in mind (Watershed Media Center (en)  (ISBN 978-0-9560356-0-8))

## Sélection de prix
- 2011 : Fellowship au Museum of Glass, Washington.
- 2010 : ACE Grants for the Arts Programme, Tournée d' Eole
- 2010 : 25e Rakow Award from The Corning Museum of Glass
- 2009 : EPSRC, PPE Grant with ISVR, Southampton University
- 2008 : ACE Grants for the Arts Programme, itinérance de Dream Director
- 2006 : UK Clark Digital Arts Bursary, Watershed
- 2005-2006 : AHRC Arts and Science Fellowship at UWE
- 2002-2005 : bourse NESTA (National Endowment for Science Technology and Arts)
- 2001 : ACE Arts Council Touring Grant pour Tide
- 1999 : Da2 Digital Arts Development Agency [14]

## Résidences d'artiste
- Pervasive Media Studio, Bristol 2009
- FACT, Liverpool Capitale Européenne de la Culture, 2008
- Sodanklya Observatoire Géophysique De La Laponie, 2003
- Watershed Media Centre Des Arts, 2003
- RIXC, Riga, Lettonie, en 2003
- Université de St. Lawrence, New York, 2002